# 住友重機械工業

住友重機械工業株式會社（日语：住友重機械工業株式会社、すみともじゅうきかいこうぎょう）是住友集團下屬的機械企業，業務範圍包括造船、各種製造裝置、精密機械。該公司是住友集團廣報委員會及白水會的成員之一，亦是日經平均指數的成份股之一。

## 外部連結
- 住友重機械工業株式会社公式サイト （页面存档备份，存于）